# Welwyn Hatfield
Welwyn Hatfield is een Engels district in het shire-graafschap (non-metropolitan county OF county) Hertfordshire en telt 123.000 inwoners. De oppervlakte bedraagt 130 km².
Van de bevolking is 17,2% ouder dan 65 jaar. De werkloosheid bedraagt 2,0% van de beroepsbevolking (cijfers volkstelling 2001).

## Plaatsen in district Welwyn Hatfield
- Welwyn Garden City

## Civil parishesin district Welwyn Hatfield
Ayot St Lawrence, Ayot St Peter, Essendon, Hatfield, North Mymms, Northaw and Cuffley, Welwyn, Woolmer Green.